# Satyrium rubicundulum
Satyrium rubicundulum is een vlinder uit de familie van de Lycaenidae. De wetenschappelijke naam van de soort werd als Thecla rubicundula in 1890 gepubliceerd door Leech.